# شادو فايت 2
شادو فايت 2 (بالإنجليزية: Shadow Fight 2)‏ هي لعبة فيديو من تطوير ونشر شركة نيكي، وهذا هو الجزء الثاني من سلسلة العاب شادو فايت وتم إطلاقها في 22 أكتوبر 2013. صدرت اللعبة الكاملة في جميع أنحاء العالم في 1 مايو 2014 لكل من أنظمة التشغيل أندرويد وآي او أس.  تم إصدارهُ بعد ذلك على نظامي التشغيل ويندوز 8 و8.1 في 26 يناير 2015 وإلى نينتندو سويتش في 13 سبتمبر 2018.
تستخدم اللعبة نفس الرسومات مثل شادو فايت وان، والتي تصور شخصية اللاعب وخصومهم كصور ظلية ثنائية الأبعاد. يبدأ اللاعب في اللعب بدون سلاح، ولكن مع تقدمهم في المستوى، يفتحون المزيد من الأسلحة والدروع والدوامات المتقدمة. بالمقارنة مع سابقتها، تقدم هذه اللعبة أسلحة متداخلة، ووضعًا سحريًا ومتعدد اللاعبين، حيث يمكن للاعبين العمل معًا لهزيمة زعماء مختلفين في العالم السفلي. يتم سرد مقدمة حملة اللاعب الفردي من خلال فيلم قصير يتم عرضهُ في كل مرة يدخل فيها اللاعب اللعبة. وبطل الرواية، المعروف باسم «الظل» فقط، يوضح أنه في بحثهِ عن خصم جدير، فتح «أبواب الظلال» وأطلق سراح الشياطين التي تم سجنها على الجانب الآخر. تحوله الشياطين إلى ظل: صورة ظلية بدون وجه لعن للبحث في العالم عن طريقة لإعادة حبس الشياطين التي أطلقها واستعادة جسده المادي.
تلقت شادو فايت 2 عددًا كبيرًا من المراجعات الإيجابية عند إصدارها ولا تزال تعتبر واحدة من أفضل ألعاب القتال للأجهزة المحمولة.

## اللعب
شادو فايت 2 هي لعبة قتال ثنائية الأبعاد حيث يجب على اللاعبين الفوز بأفضل ثلاث مباريات ضد خصوم يتحكم فيهم الكمبيوتر.  تحتوي اللعبة أيضًا على عناصر أر بي جي تتيح للاعبين ترقية دروعهم وأسلحتهم ومهاراتهم وقدراتهم السحرية.  شخصيات اللعبة عبارة عن صور ظلية بالكامل، لكن الرسوم المتحركة واقعية وقائمة على الفيزياء.
يربح اللاعب ذهبًا طوال اللعبة يمكن استخدامه لشراء أسلحة.  تحتوي اللعبة على سبع مقاطعات مختلفة، لكل منها رئيس رئيسي.  يمكن للاعب الدخول في خمس معارك فقط قبل أن يتم تجديد طاقته، ويتم ذلك عن طريق الانتظار أو دفع أموال حقيقية أو مشاهدة عدد محدود من الإعلانات. قد تصل هذه الألعاب إلى نهاية السلسلة وبعدها تكتمل اللعبة كاملة.كما تعد الإنجازات جزءًا أساسيًا من شادو فايت 2. يكافأ اللاعبون لإكمال القصة بالإضافة إلى مهام معينة.

## الحبكة
بناءً على جماليات اللعبة، يبدو أن قصة اللعبة تجري في اليابان الإقطاعية. يبحث شادو، وهو مقاتل أسطوري غير مهزوم، عن خصم جدير ويأتي عبر بوابة الشادو، وهو طريق إلى عالم الشادو. عندما يفتح البوابات، يتم إطلاق سراح الشياطين الستة الذين تم سجنهم على الجانب الآخر ويتم تغليف جسد الظل بواسطة طاقة الظل الغامضة، والتي تحوله إلى صورة ظلية بدونِ وجه. اعتقادًا منهُ أن إغلاق البوابات سيسمح له باستعادة جسده المادي، شرع شادو في هزيمة الشياطين واستعادة الأختام التي يحرسونها لإغلاق البوابات، بمساعدة سينساي السابق، وماي، ومحتال اسمه خبيث. تسافر المجموعة عبر المنطقة وتتوقف في البلدات التي سكن فيها الشياطين. يشارك شادو في بطولات ومعارك مختلفة لإعداد نفسه للمعارك مع الشياطين وحراسهم الشخصيين. الشياطين الستة التي يجب أن يواجهها شادو هم:
- لينكس، زعيم منظمة قاتلة تسمى «ذا أوردر»(بالإنكليزية: Lynx)
- الناسك«هيرميت»، ساحر قوي ومدير مدرسة القتال والسحر (بالإنكليزية: hermit)
- الجزار زعيم عصابة الأحداث (بالإنكليزية: butcher)
- واسب، ملكة القراصنة وابنة ملك القراصنة السابق، الذي قتلت لتطالب بالعرش (بالإنكليزية: wasp)
- الأرملة «ويداو»، امرأة جميلة يمكنها إغواء أي رجل تقريبًا (بالإنكليزية: widow)
- شوغان، وهو رينين مشين أصبح أمير حرب أثناء محاولته تدمير إرث سيده السابق (بالإنكليزية: shogun)

بعد هزيمة كل الشياطين وأخذ أختامهم، يصل شادو إلى بوابة الشادو. تتبعه الشياطين الستة لمحاولة منعه من إحكام إغلاقهم، لكنه يغلبهم. يغلق الظل البوابات، لكن تيتان، حاكم عالم الشادو، يهاجمه ويلتقطه قبل إغلاق البوابات. غير قادر على إعادة فتح المغارة، يسافر شادو، الذي لا يزال مجرد صورة ظلية، عبر المنطقة مرة أخرى لهزيمة الشياطين، الذين يحاولون تحذيره بشأن تيتان، وتدمير أختامهم. عند القيام بذلك، يتم فتح البوابات لفترة وجيزة، مما يسمح لـ شادو بالسفر إلى الجانب الآخر بمفرده.
عند وصولهِ إلى عالم الشادو، تعرض شادو للهجوم من قبل شراود، خادم تيتان، الذي هزمه لأن شادو أضعف بسبب سفره عبر البوابات. يتم إنقاذه من قبل كالي، عضو المقاومة السرية التي تعارض حكم تيتان، الذي نقله إلى القاعدة الخفية للمقاومة. يلتقي شادو بزعيم المقاومة شيفر، الذي أخبره أن تيتان هو أمير حرب فضائي قوي غزا العديد من العوالم، بما في ذلك هذا العالم، ويخطط للسيطرة على عالم شادو أيضًا. تتكون المقاومة من الأجانب الذين غزا تيتان عوالمهم، ويكسب شادو احترامهم بعد أن هزمهم جميعًا في القتال. بعد هزيمة سايفر، يعتقد سايفر أن الظل قد يكون المحارب الذي تنبأ بهزيمة تيتان، وقد أخذ كالي به إلى القديم، كائن قوي قام بتدريب العديد من المحاربين (بما في ذلك شرود) والذي تم القضاء على نوعه على يد تيتان. للعثور على أنشنت، شادو أولاً يحدد موقع كرونوس ويهزمه، وهو روبوت أنشأه شيفر لتعقب القديم الذي تحول في النهاية إلى مارق. باستخدام تقنية التعقب الخاصة بـ كرونوس، حدد شادو وكالي موقع ذا أنشنت، الذي كان مترددًا في البداية في المساعدة، لكنه في النهاية يؤمن بقوى شادو بعد اجتيازه لاختباراته، والتي تتكون من معارك ضد أرواح المحاربين والقدماء الذين سقطوا.
يتنكر ذا أنشنت شادو كواحد من جنود تيتان ويقترح أنه يقترب من تيتان من خلال المشاركة في بطولة، والتي سيصبح الفائز بها أحدث فرقة النخبة. في منتصف الدورة، يتم استدعاء شادو مرة أخرى إلى مخبأ المقاومة، الذي هوجم من قبل شرود ومحارب آخر، جوستيس. يهزم الكفن ويواجه العدالة، وكشف أنه مغسول دماغ ماي. بعد أن تم القبض على ماي من قبل المقاومة، يتوجه شادو وكالي إلى قلعة تيتان، حيث هزم شادو حراس تيتان الشخصيين، وجميعهم نسخ بديلة مظلمة من نفسه. وتهرب ماي وتأتي لتقتل شادو، الذي يهزمها ويحررها من سيطرة تيتان. بينما يتم استدراج كالي ماي إلى بوابة الشادو، ينخرط شادو في معركة أخيرة مع تيتان. بعد هزيمته، انفجر جسد تيتان ودمر القلعة. يتم القبض على الظل في الانفجار، لكنه ينجو ويتمكن من العودة إلى عالمه قبل تدمير البوابات، واستعادة جسده المادي في هذه العملية. يجتمع شادو مع ماي، التي تشعر بالارتياح لرؤيته على قيد الحياة وإنسانًا مرة أخرى، ويتعانق الاثنان قبل أن يبتعدوا، غير مدركين للظل الذي يخرج من حطام البوابة من خلفهم.

### وضع الكسوف
أثناء الفصل الثاني، يخبر سنسي شادو أنه في حين أن طاقة الظل قد سلبت جسده، فقد منحته قوة جديدة، وهي القدرة على «المشي بين العوالم». يقدم هذا وضع الكسوف، حيث يمكن للاعب إعادة المعارك لإثبات أن انتصارات شادو لم تكن عرضية. الأعداء يصبحون أقسى، لكن في المقابل تكون المكافآت لكل معركة أفضل. يكافئ هزيمة الزعماء في وضع الكسوف اللاعب بالسلاح الفريد للشيطان المعني (باستثناء مخرب مقفر تيتان)، لكن يمكن الحصول عليه بصعوبة من خلال اللعب المستمر من قبل اللاعب والحصول على المكافئات والتي من خلالها يقوم بتطوير اسلحته ليحصل على الصناديق التي تملك القوى السحرية ثم يقوم بالمواجهة في وضع الكسوف مع (تيتان).

### الجروح القديمة
الجروح القديمة هو عبارة عن قصة ظهرت في الإصدار الخاص من اللعبة والذي يقوم ببطولة شخصية سينساي الأصغر سنًا باعتبارها الشخصية القابلة للعب. يتم إلغاء قفل كل معركة واردة في هذه القصة بمجرد وصول اللاعب إلى فصل جديد في القصة الرئيسية، ولا يمكن إعادة عرضها.
في أحد الأيام، التقى سنسي بأمير مدينة إيفور، الذي يلاحقه لينكس. يهزم سينساي لينكس ويطارده بعيدًا، ويوضح الأمير أنه تم اختطافه من قصره من قبل مهاجمين مجهولين، لكنه تمكن من الفرار. أثناء اختطافه، سمع الأمير أن جنوده يتلقون تدريبات من الناسك، فذهب هو وسينساي لمواجهته، مقتنعين بأنه متورط بطريقة ما في خيانة رجال الأمير. يعترف هيرميت بخيانة الأمير واستئجار لينكس لقتله، لكنه يدعي أنه فعل ذلك من أجل مستقبل مدرسته. بعد أن هزمه سنسي، يكشف هيرميت أن الذراع اليمنى للأمير، شوغان، أمره بتدريب جنوده مقابل الحماية من عصابة الجزار الذين يشتبه في أنهم هم من اختطفوا الأمير. عندما يواجه الأمير وسنسي الجزار، يكشف أن شوغان دفع له مقابل السماح له بالذهاب وإخباره بمكان العثور على كرة سحرية. أثناء هروب الأمير، هزم سينساي الجزار، الذي أخبره عن امرأة أقنعت شوغان بخيانة الأمير مقابل سفير، والتي يمكن أن تمنح أي شخص قوى سحرية.
باستخدام ما تعلمه من بوتشر، يصل سينساي إلى الأرصفة حيث يوشك أن يتم إحضار سفير بالقارب، ولكن واجهه واسب، الذي كشف أن شخصًا ما قد استعادها في اليوم السابق. بعد هزيمتها، تكشف واسب أن المرأة التي تحدث عنها بوتشر هي أرملة، التي تسعى للانتقام من الأمير لرفضها حبها، وأن المجال سيحول أي شخص يستخدم قوته إلى عبد أرملة. يجد سينساي ويهزم ويداو قبل إقناعها بإخباره بما حدث لـ سفير. تكشف الأرملة أن الأمير أخذها واستخدم قوتها لإعاقة شوغون، الذي يخطط لإعدامه بتهمة الخيانة. يصل سينساي إلى مدينة إيفور، حيث يأمر الأمير، مدفوعًا بالسلطة، شوغون الذي يتحكم فيه العقل بقتله. بعد هزيمة شوغون، يحارب الأمير سينساي بنفسه وهُزم أيضًا. ثم يصل القديم ويشرح لسنسي مرتبكًا أنه أوقف تدفق الوقت مؤقتًا لإعادة الكرة إلى حيث تنتمي، وأن وجودها هنا كان بسبب عدم استقرار بوابات الظلال. قبل المغادرة، يؤكد أيضًا لـ سينساي ألا يتذكر أي شخص، بما في ذلك نفسه، أي شيء من هذه الأحداث بحلول يوم غد.

## استقبال اللعبة
صنف جاسون باركر من سي أن إي تي اللعبة على أنها 8.3 / 10، ووصفها بأنها واحدة من أفضل ألعاب القتال في أب ستور «إذا كان بإمكانك العيش مع نموذج فريميوم في وجهك.»
قام روب ريش من غايم زيبو بتقييم اللعبة 3.5 / 5 نجوم، مدحًا الرسوم المتحركة وتنوع الأسلحة بينما انتقد «الضوابط غير الدقيقة» وبعض ميكانيكا القتال.
أطلق سيلفيو ستاهي من سوفت بيديا على اللعبة «ربما تكون أفضل لعبة قتال للأندرويد» وقال إنها «سهلة التعلم والإتقان.»
على أندرويد، حصلت اللعبة على تقييمات إيجابية من أكثر من 13 مليون لاعب.

## النسخة الخاصة
الإصدار الخاص هو الإصدار المدفوع من شادو فايت 2. تم إصداره في 17 أغسطس 2017 على أندرويد  وفي 22 أغسطس 2017 على آي أو أس.  يكافئ هذا الإصدار اللاعبين بالأحجار الكريمة بشكل متكرر ويتميز بقصة حصرية تسمى الجروح القديمة والتي تلعب دور بطل الرواية الأصغر سنًا. يحتوي إصدار نينتندو سويتش من شادو فايت 2، الذي تم إصداره في عام 2018، على نفس محتوى الإصدار الخاص، بالإضافة إلى وضع القتال المحلي الحصري للاعبين.

## شادو فايت 3
تم إصدار الجزء الثالث من اللعبة شادو فايت 3، في جميع أنحاء العالم في 16 نوفمبر 2017.  عكس سابقاتها، لا تحتوي على أي ظلال سوداء مسطحة ثنائية الأبعاد لتمثيل المقاتلين. بدلاً من ذلك، يتم تقديمها كشخصيات ثلاثية الأبعاد في بيئة ثلاثية الأبعاد متحركة. لا تزال الظلال موجودة ويمكن الوصول إليها باستخدام وضع جديد يُعرف باسم شادو فورم. بينما في هذا الشكل، يمكن للمقاتلين أن يصبحوا ظلًا ويكونون قادرين على أداء حركات تتحدى الفيزياء بناءً على قدرات الظل الخاصة بالعناصر المجهزة للمقاتلين.
تجري حبكة اللعبة بعد عدة سنوات من سابقتها. لقد اعتاد الناس على وجود طاقة الظل في حياتهم وتعلموا تسخيرها، سواء في الحرب أو في حياتهم اليومية. لسوء الحظ، لا يشارك الجميع هذا الموقف الإيجابي. يستعد الفيلق القوي لشن هجوم على أراضي الأسرة الحاكمة من أجل وضع حد لما يعتبرونه «تهديد الظل». من ناحية أخرى، يعتقد أفراد الأسرة الحاكمة أنه مع الاستخدام الصحيح، يمكن للقوة أن تساعد البشرية في حل الكثير من المشاكل. ظهر فصيل ثالث من الظلال في خلفية هذه الأحداث: المبشرون، الذين يعرفون المزيد عن طبيعة طاقة الظل أكثر من غيرهم، مما يخيف كل من السلالة والفيلق.
يبدأ اللاعبون اللعبة كمجند جديد لـ تشكيلة شادو، وهو فرع من ليجيون لا يمتنع عن استخدام طاقة الظل. مع تقدمهم أكثر، يتواصلون مع الفصائل الأخرى ويمكنهم تجربة المعدات وخلطها ومطابقتها وتعلم تكتيكات وأساليب قتال جديدة.